# Er (Bibel)
Er (hebräisch עֵר, in der Lutherbibel Ger) ist im Tanach und im Alten Testament (Gen 38,3–7  u. ö.) ein Sohn des Juda, Bruder von Onan und Schela. Seine Frau ist Tamar. Sein Tod wird mit dem Missfallen JHWHs begründet. Er starb kinderlos und Tamar wurde mit Onan vermählt. Raschi zufolge versuchte Er zu verhindern, dass Tamar ein Kind gebar, weil er um ihre Schönheit fürchtete.
Im 1. Buch der Chronik wird Er als Sohn von Schela und Vater von Lecha erwähnt (1 Chr 4,21 ). Möglicherweise lässt sich die unterschiedliche Zuordnung von Schela und Er (Brüder laut Genesis / Vater und Sohn im Buch der Chronik) dadurch erklären, dass „Er“ der Name einer Sippe war, die zunächst dasselbe Ansehen wie die Schela-Sippe genoss, sich jedoch später der Schela-Sippe unterordnen musste.